# 滘心站
滘心站是广州地铁8号线现时的北端終點站，位于中国广东省广州市白云区滘心村滘心涌的西面。本站在2020年11月26日随8號線北延段开通而启用。
本站與白雲湖車輛段接軌。

## 车站结构

### 车站楼层
本站共有兩層。地面为车站各出入口，附近為滘心村、滘心涌；地下一層為站廳；地下二層為8號線月台。
與8號線北延段各站一樣，本站使用了玻璃幕板裝修車站。車站配色為玫紅色。
| 地下一层 | 站厅                       | 售票機、客服中心、商店、警务室、安检设施 |          |          |
| 地下二层 | 侧式站台                   | 侧式站台                                 | 侧式站台 | 侧式站台 |
|          | 1 站台                     | █8号线 终点站台                          |          |          |
|          | 2 站台                     | █8号线 万胜围方向（下站：亭岗）          |          |          |
|          | 侧式站台（卫生间、母婴室） |                                          |          |          |

### 站厅

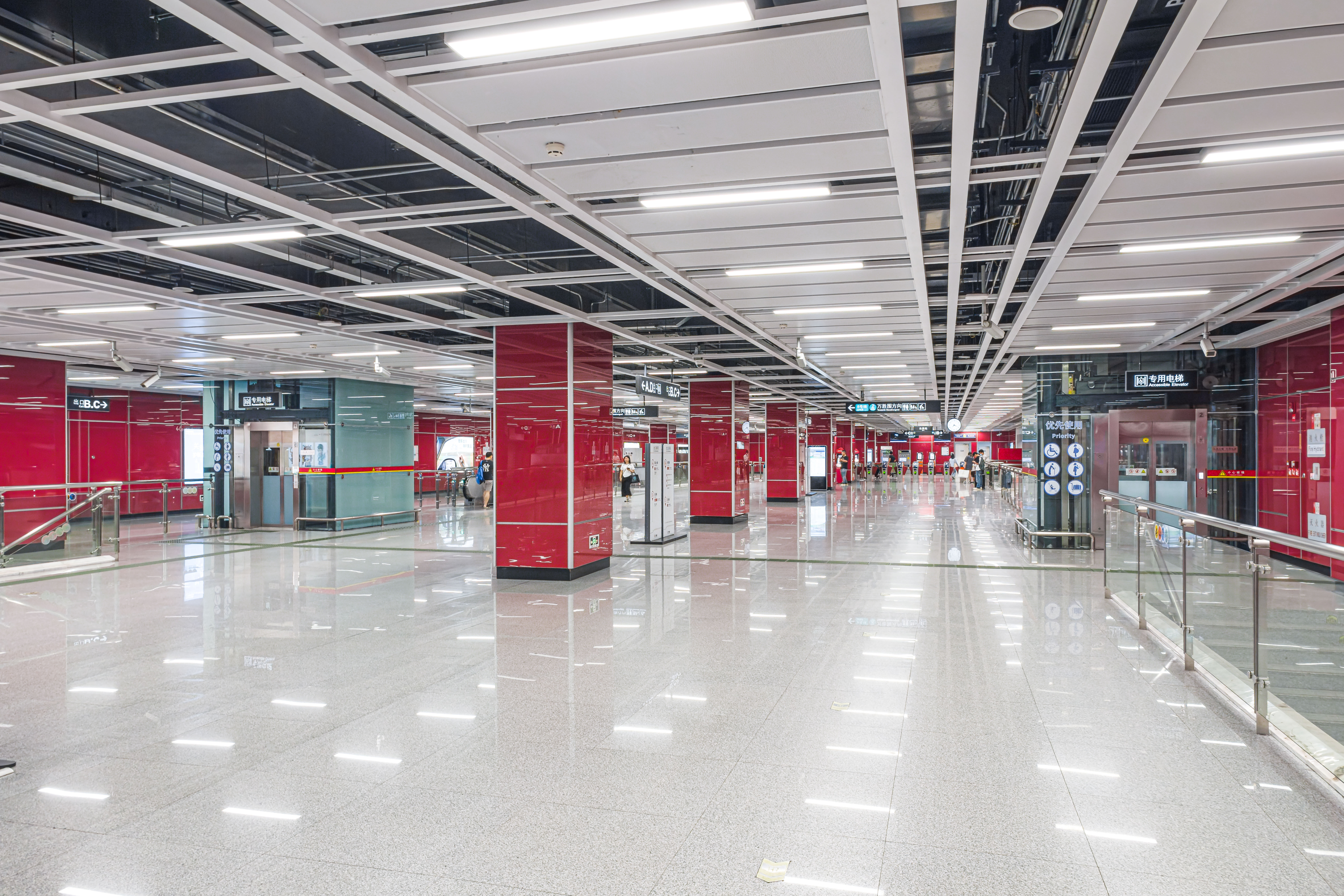
站厅

滘心站站厅設有售票機、自动售卡/充值机、客務中心。亦设有自动售卖机等设施。
为方便行人进出，滘心站站厅东侧被划分为收费区，收费区内各设有一台专用电梯、三条扶手电梯以及一组楼梯以分别联络2个站台。

### 月台
本站設有兩個側式月台，位於滘心涌西側的地底。本站的卫生间和母婴室设于2号站台北端。
另外，本站月台南端设有一条渡线，可供列车进行站前折返，同時設置前往白云湖车辆段的出入段線。而在月台北端则设有一组交叉渡线，供目前所有8号线列車進行站後折返，同时在正線北端尽头預留下穿流溪河並繼續延長的條件。

### 出入口
滘心站目前设有4个出入口供乘客进出，但实际能通往外界的只有B出入口。A、C和D三个出入口现时均被围墙包围，只设有走廊通往B出入口附近，故现时车站站厅放有告示，提醒乘客出站请直接前往B出入口。A和C口曾于2022年4月3日至2023年3月29日因施工需要暂时封闭。
|                                           |                                                       |      |          |                                    |
| 編號                                      | 设施                                                  | 照片 | 出口指示 | 建議前往的目的地                   |
| A                                         | 扶手电梯标志                                          |      | 滘心大路 | 滘心路                             |
| B                                         | 盲道标志 · 扶手电梯标志                               |      | 联滘路   | 滘心村公交车站、地铁滘心站公交总站 |
| C                                         | 扶手电梯标志                                          |      | 石沙路   |                                    |
| D                                         | 盲道标志 · 无障碍通道标志 · 升降机标志 · 扶手电梯标志 |      | 石沙路   | 滘心大路                           |
| 註： 設有 \| 設有 \| 設有 \| 設有扶手電梯 |                                                       |      |          |                                    |

## 接驳交通
滘心站附近设有地铁滘心站公交总站。
| 编号 | 编号  | 线路           | 线路 | 线路                   | 收费 | 备注 |
| ---- | ----- | -------------- | ---- | ---------------------- | ---- | ---- |
|      | 722   | 江高（大松岗） | ⇆    | 神山                   | 3元  |      |
|      | 977   | 地铁滘心站     | ⇆    | 江高（广技师白云校区） | 2元  |      |
|      | 夜117 | 地铁滘心站     | ↺    | 地铁滘心站             | 3元  |      |

| 编号 | 编号 | 线路                   | 线路 | 线路   | 收费 | 备注 |
| ---- | ---- | ---------------------- | ---- | ------ | ---- | ---- |
|      | 834  | 石井（庆丰纺织服装城） | ⇆    | 唐阁南 | 2元  |      |

## 利用狀況
滘心站周边地块仍未得到有效发展，车站离滘心村更有数百米的距离。而现时有公交线路接驳本站及流溪河以北的江高镇和神山一带。故本站客流以滘心村、江高镇和神山接驳乘坐8号线的乘客为主，节假日亦有部分乘客取道本站前往白云湖公园。但车站开通时间尚短，客流量较少，令本站较为冷清。

## 历史
1997年《廣州市城市快速軌道交通線網規劃研究（最終報告）》中，當時的4號線即在本站附近的黃金圍一帶設置黃金圍站作為北端終點站。最終該線大部分路段成為現時8號線的一部分，車站亦移動到現時位置，並易名白雲湖站，惟車站位置離白雲湖有至少一公里的直線距離。2016年12月2日，廣州市民政局公示8號線北延段初定名，本站定名為滘心站。
車站起初設計為月台和站廳同位於地下一層，類似於8號線東段磨碟沙至萬勝圍沿線各站的設計，同时未預留延長條件。後來於2013年底規劃落實8號線需要下穿流溪河往北延長，因此車站月台和車站前後的線路需要加深一層，變更成現時的設計。
2016年11月28日，本站主体结构封顶，成为八号线北延段第二座封顶的车站；2020年3月成功送电，同年7月31日移交三权至运营方。
2020年11月26日，本站随8号线北延段开通运营而启用。
2022年年末疫情期间，本站曾受防控措施影响，于2022年11月21日至27日暂停服务。

## 未來發展

### 8号线北北延段
根據规劃，8号线將由滘心站继续往北伸延，下穿流溪河进入江高镇，并以江府站为终点。屆時滘心站將從8号线北端終點站變為中途站。目前該段工程已进入《广州市城市轨道交通第三期建设规划调整》并获发改委批复，计划于2023年动工建设。